# Nymphidium menalcus
Espèce
Nymphidium menalcus est une espèce d'insectes lépidoptères (papillons) appartenant à la famille des Riodinidae, à la sous-famille des Riodininae et au genre Nymphidium.

## Taxonomie
Nymphidium menalcus a été décrit par Caspar Stoll en 1782 sous le nom de Papilio menalcus.

## Description
Nymphidium menalcus est de couleur crème à jaune pâle verdi à l'apex des ailes antérieures pointu. Le corps est de couleur marron comme la bordure sur le bord costal et le bord externe des ailes antérieures et le bord externe des ailes postérieures. Les marges marron sont ornées d'une fine ligne argentée de festons.
Le revers est semblable.

## Écologie et distribution
Nymphidium menalcus est présent en Guyane, au Surinam et au Venezuela.